# Stolonica australis
Stolonica australis is een zakpijpensoort uit de familie van de Styelidae. De wetenschappelijke naam van de soort is voor het eerst geldig gepubliceerd in 1927 door Michaelsen.